# Língua songola
Songola (Songoora), ou Binja Setentrionalk, é uma língua  Bantu menor falada por cerca de 1.300 pessoas na  República Democrática do Congo pelo povo do mesmo nome.